# Dorylomorpha koreana
Dorylomorpha koreana är en tvåvingeart som beskrevs av David Edward Albrecht 1990. Dorylomorpha koreana ingår i släktet Dorylomorpha och familjen ögonflugor.
Artens utbredningsområde är Nordkorea. Inga underarter finns listade i Catalogue of Life.